# Chriolepis cuneata
 Chriolepis cuneata és una espècie de peix de la família dels gòbids i de l'ordre dels cipriniformes que es troba des del Golf de Califòrnia fins a Costa Rica.